# 張祺璦
張祺璦（2006年6月7日—），女歌手、花式溜冰選手，曾在韩国參與練習生訓練，2021年發行第一首單曲，目前就讀台北美國學校。

## 音樂事業
張祺璦自七歲開始便接受練習生的訓練，包括跳舞、唱歌、音樂等。在2021年7月份由環球唱片發行第一首單曲《好想知道你的感覺》，為陳威全所作曲，此曲MV特別邀請金鐘獎最佳女配角提名者胡廣雯飾演女主角，也選為TVBS台灣偶像劇《女力報到 男人止步》片尾曲，同時也被潘嘉麗及王宇婕兩位女藝人翻唱。《好想知道你的感覺》除了原唱作品，也推出與陳忻玥合唱的版本。緊接推出第二首單曲《我想要的快樂》，為第一首全詞曲創作，製作人為陳星翰。《我想要的快樂》也成為衛視中文台韓劇《女神降臨》的主題曲，同時也成為飛碟聯播網110年9月份勁碟排行榜及華語排行榜第一名。第三首單曲為《謝謝你愛著我》，也是TVBS台灣偶像劇《機智校園生活》的片尾曲。 第四首單曲為《Nothing I Can Do》電視劇《機智校園生活》插曲。

## 作品
張祺璦目前一共發行三首單曲，依時間排序為《好想知道你的感覺》、《我想要的快樂》、《好想知道你的感覺》與陳忻玥合唱版、《謝謝你愛著我》。
除了歌曲創作，Ashley目前在Youtube上也有五首Dance Cover的作品，依時間排序為《Destiny Roger-Tomboy (Lisa dance version Part 1 )》、《aespa 에스파 ' Next Level》、《Twice -Alcohol Free》、《Somi - Dumb Dumb》、《謝謝你愛著我》Dance Cover版、《Lil Nas X, Jack Harlow - INDUSTRY BABY》。

## 單曲
| 歌名                 | 備註                                             |
| -------------------- | ------------------------------------------------ |
| 《好想知道你的感覺》 | MV演出：胡廣雯 電視劇《女力報到 男人止步》片尾曲 |
| 《我想要的快樂》     | 電視劇《女神降臨》主題曲                         |
| 《謝謝你愛著我》     | 電視劇《機智校園生活》主題曲                     |
| 《Nothing I Can Do》 | 電視劇《機智校園生活》插曲                       |

## 外部連結
- 張祺璦的Youtube頻道 （页面存档备份，存于）
- 張祺璦的Facebook專頁
- 張祺璦的Instagram帳戶